# Euanthe sanderiana
Euanthe sanderiana är en orkidéart som först beskrevs av Heinrich Gustav Reichenbach, och fick sitt nu gällande namn av Rudolf Schlechter. Euanthe sanderiana ingår i släktet Euanthe och familjen orkidéer. Inga underarter finns listade i Catalogue of Life.

## Bildgalleri

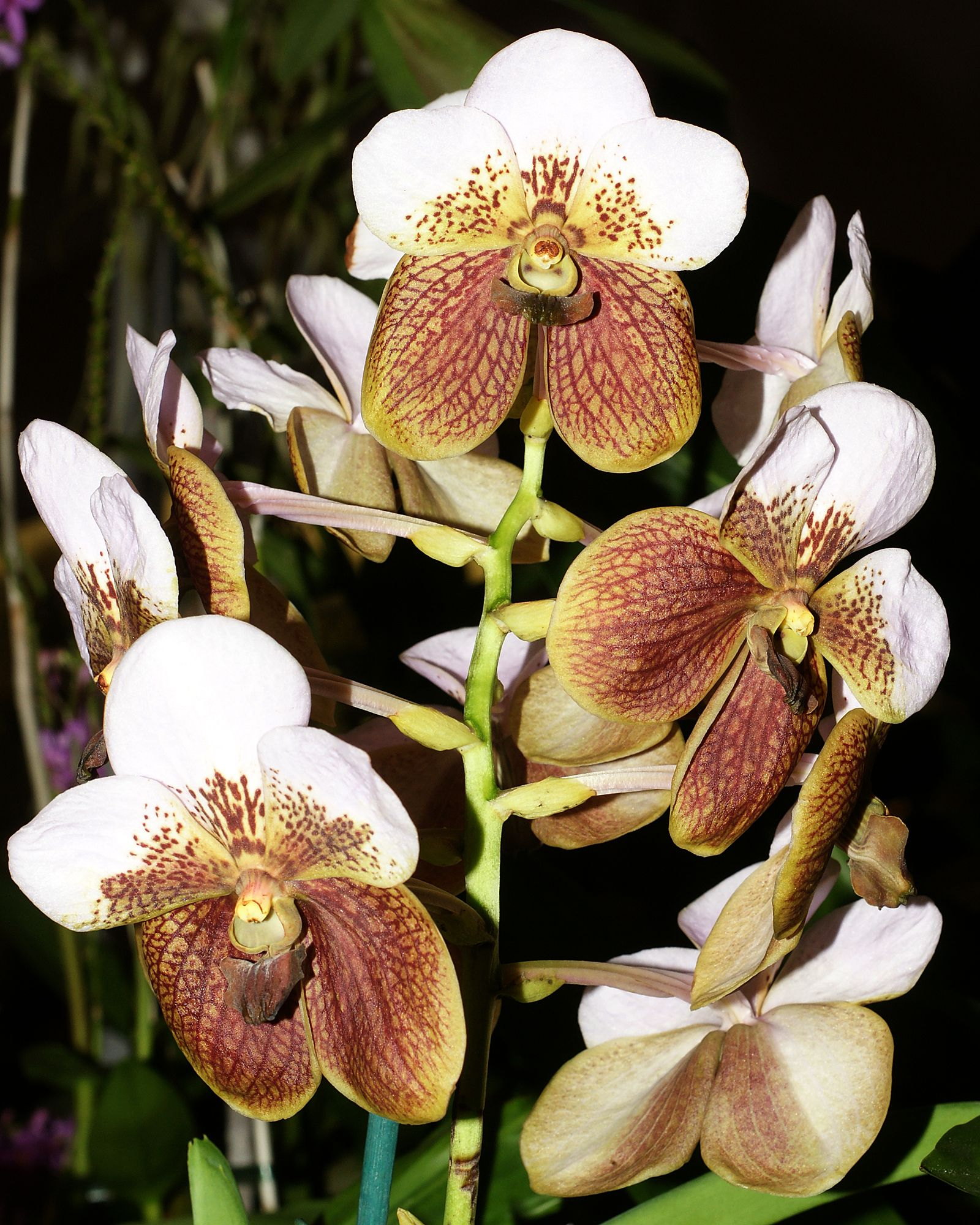
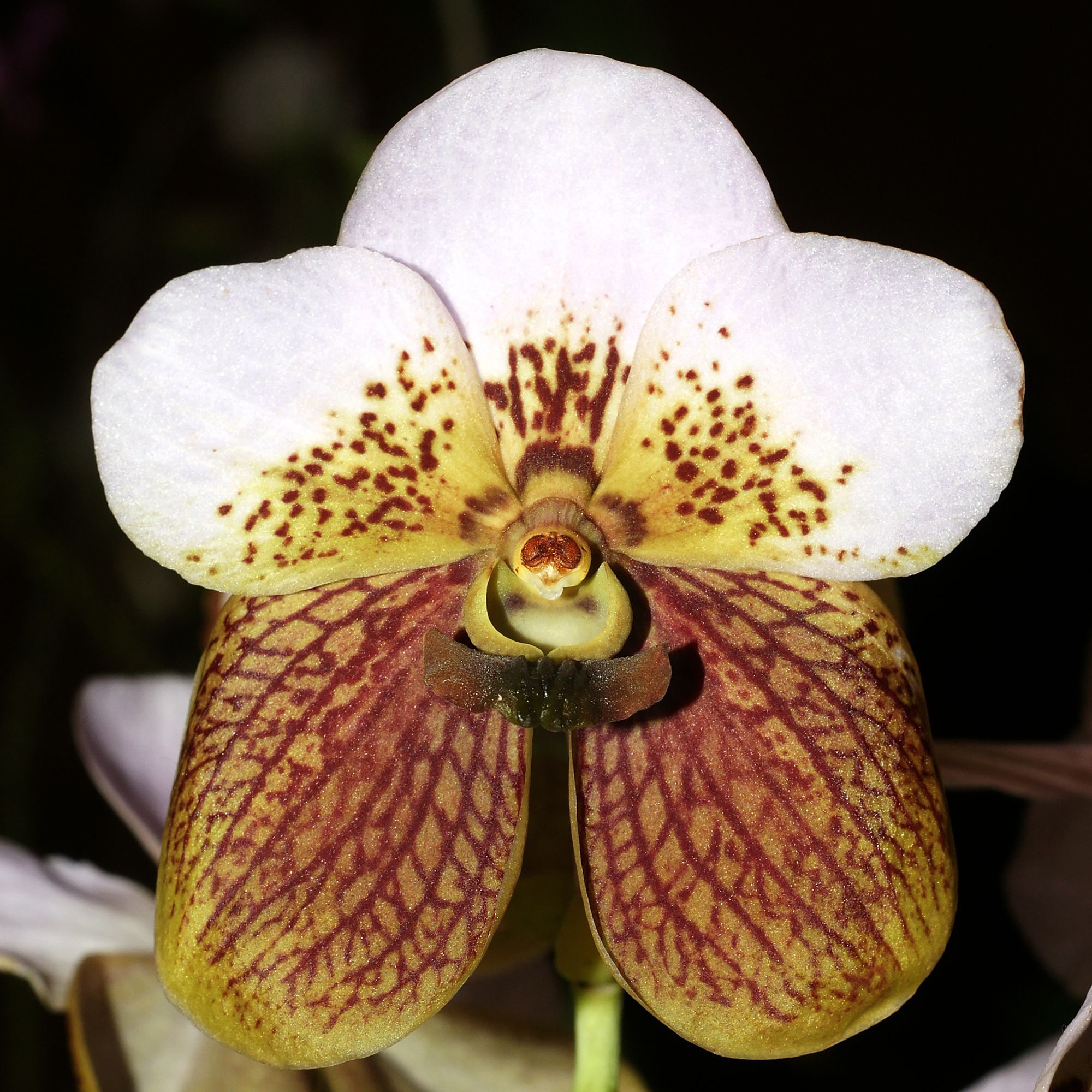
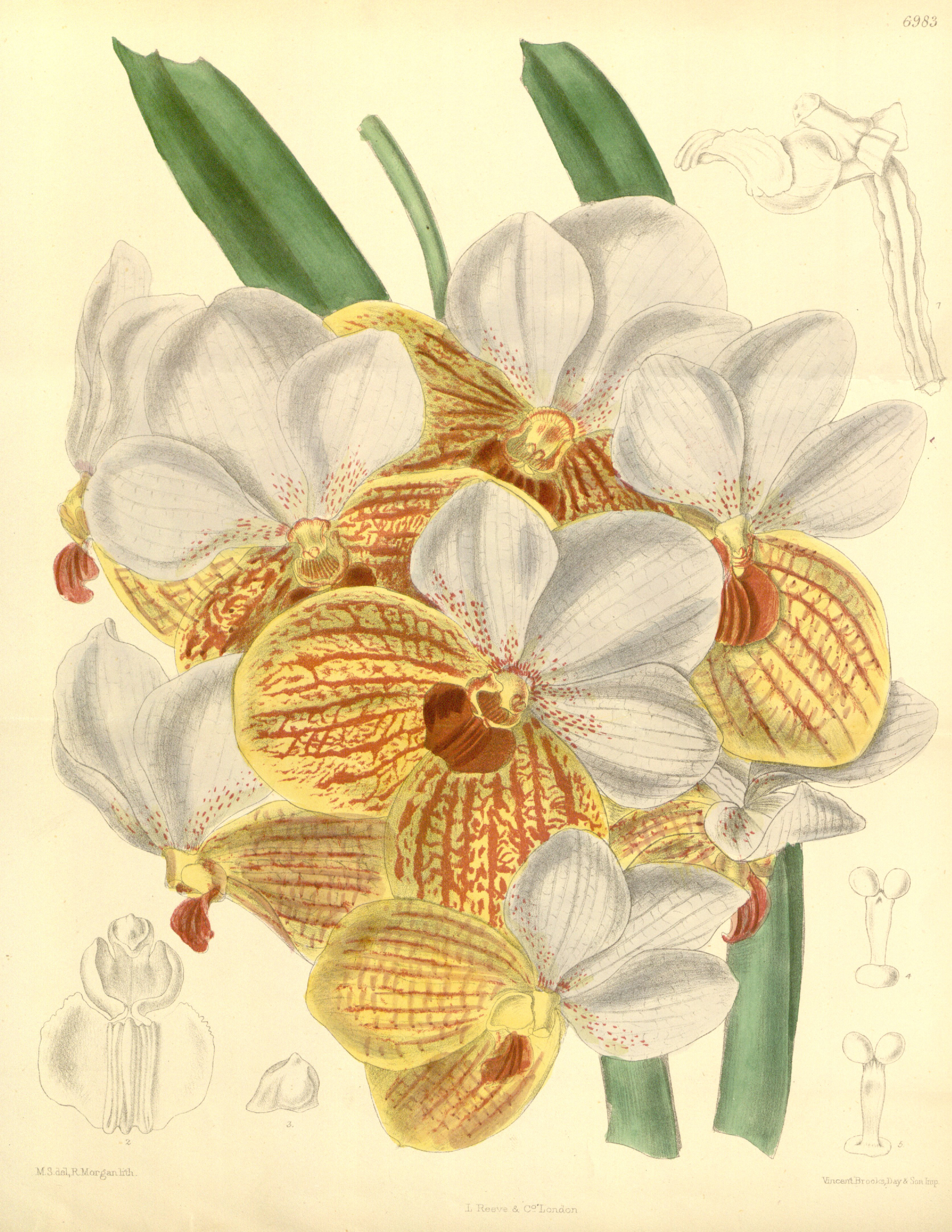
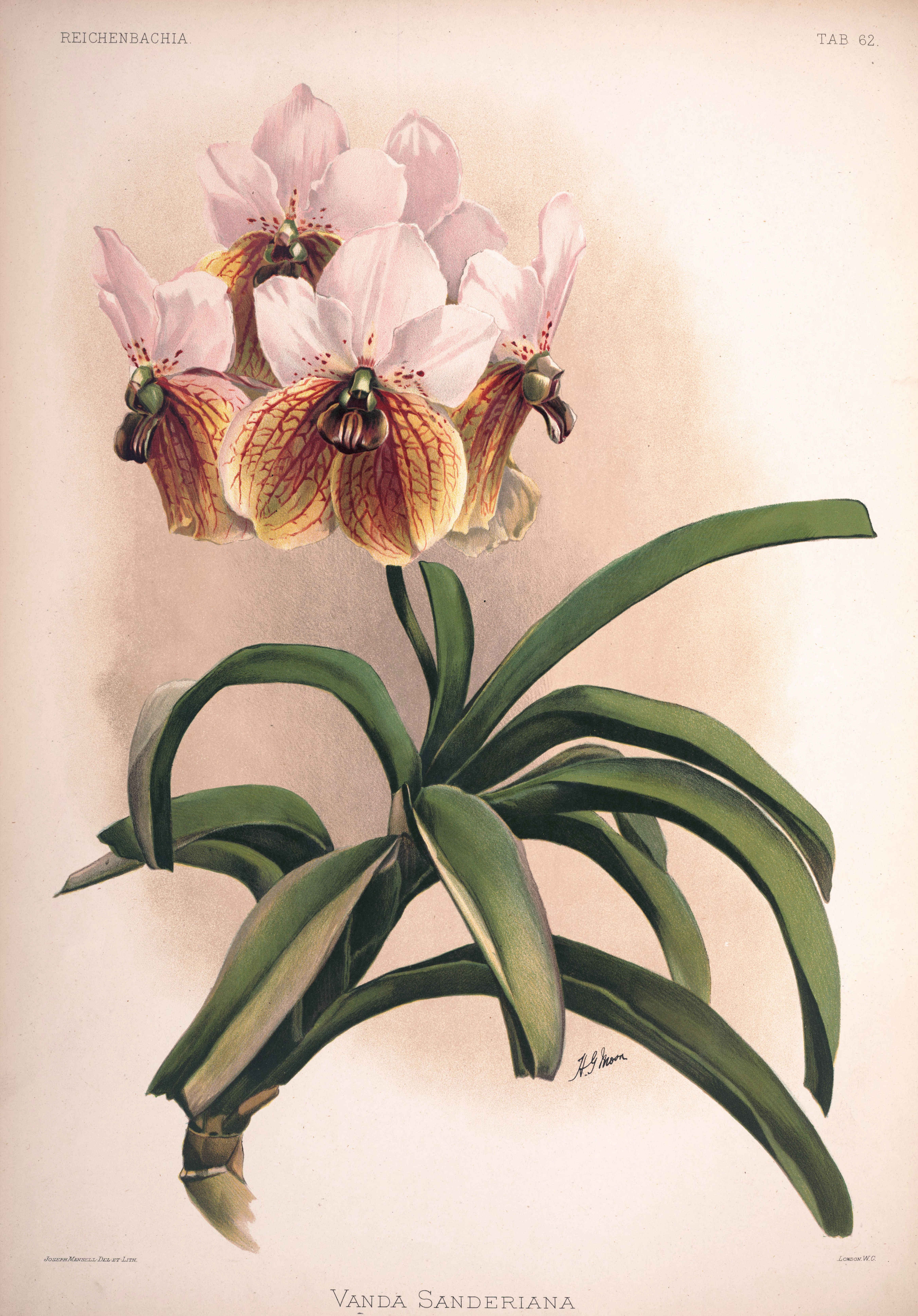